# 点球成金
是2011年的美国体育劇情片，贝尼特·米勒执导，畢·彼特主演并与担当配角的喬納·希爾、菲臘·西摩·荷夫曼、克里斯·普瑞特共同制作。影片根据2003年迈克尔·刘易斯的同名纪实著作改编，聚焦2002年赛季的奧克蘭運動家棒球队，彼特扮演的球队经理比利·比恩与助理经理彼得·布兰德采用賽伯計量學挑选球员组建队伍并取得的驚人成績。电影由艾倫·索金、斯蒂文·泽里安、斯坦·切尔文编剧。
电影拍摄预算约五千万美元，2011年9月9日在多伦多国际电影节首映，两周后的9月23日开始院线放映。电影在影評上表現出色，评论汇总网站爛番茄统计267篇文章的认可度达九成四。但在票房上表現不佳。

## 剧情
比利·比恩（布萊德·彼特飾）大聯盟球員生涯極不順利，很早退役成為球探，之後晉升為總經理，他帶領的奧克蘭運動家在2001年美國聯盟分區賽被財雄勢大的紐約洋基淘汰。球季結束後高層拒絕增加預算，又要面對球星被勁敵挖角。比恩在與克里夫蘭印地安人傾談交易球員事宜的過程中巧遇耶魯大學經濟學系畢業的彼德·布蘭特（Peter Brand），見到連對方總經理也聽從布蘭特的意見後，立即把他挖角。起初奧克蘭運動家球探部眾人對比恩聽從布蘭特以數據尋找球員頗有成見，總球探不滿他的手法離開，總教練堅拒比恩依布蘭特分析讓史科特·哈特柏格（Scott Hatteberg）打一壘手的指示。2002年球季展開，奧克蘭運動家剛開始在美國聯盟西區排名殿後，甚至有傳出總經理會被革職風聲，總經理為了強迫總教練接受他提出的先發陣容名單出賽，把原本總教練屬意先發的幾名球員交易出去。離季後賽越來越近，球隊成績日漸進步。於八月至九月初展開連勝佳績。9月4日，對堪薩斯市皇家一役中，初時領先11-0，但被對手追回11-11。在九局下哈特柏格擊出一支再見全壘打，20連勝成功追平美國聯盟的紀錄，但比恩對此紀錄卻表露出沒什麼大不了。
奧克蘭運動家在美聯西區排行第一進入季後賽，在美國聯盟分區賽遇上明尼蘇達雙城，結果與2001年一樣在五場比賽三勝二負後被淘汰；賽後開車途中，比恩難掩情緒地撥放女兒自彈吉他錄唱的《蘭卡的異想世界》CD，女兒引用歌詞要父親好好享受比賽這場秀（Just enjoy The Show）。波士頓紅襪鑒於比恩的操作經營能力以運動史上最高總經理薪資1250萬美元的合約邀請他加盟，但他仍決定留在奧克蘭。波士頓紅襪採用同樣的方法，在2004年拿下世界大賽冠軍。

## 角色
- 畢·彼特 飾演比利·比恩，奧克蘭運動家的球隊總經理
- 喬納·希爾 飾演 Peter Brand，比恩的助手，擅長棒球統計分析。在真實故事中，這位助理的名字是Paul DePodesta
- 菲臘·西摩·荷夫曼 飾演 亞特·豪爾（英语：Art Howe）, 奧克蘭運動家的總教練
- 克里斯·普瑞特 飾演 史科特·哈特柏格，一壘手
- 凱西·邦德（英语：Casey Bond） 飾演 查德·布萊德佛德（英语：Chad Bradford），後援投手
- 斯蒂芬·畢曉普（英语：Stephen Bishop (actor)） 飾演 大衛·賈斯提斯，外野手
- 羅伊斯·克萊頓（英语：Royce Clayton） 飾演 米格爾·特哈達，游擊手
- 大衛·哈奇森 飾演 約翰·馬布里（英语：John Mabry），工具人
- 羅蘋·萊特 飾演 Sharon，比利·比恩的前妻和Casey的母親
- 克里斯·多爾西（英语：Kerris Dorsey） 飾演 Casey Beane，比利·比恩的女兒
- 肯·米洛克 飾演 格雷迪·傅森（英语：Grady Fuson），前奧克蘭運動家總球探
- 亞歷斯·霍華 飾演 约翰·W·亨利，波士頓紅襪老闆

## 評價
爛番茄新鮮度94%，基於241條評論，平均分為8/10，而在Metacritic上得到87分，IMDB上得7.6分，大獲好評。

## 榮譽

### 十大榜单
本片被以下影评人和媒体列为2011年度十大佳片之一:
| 评论家                | 所载媒体            | 名次 |
| --------------------- | ------------------- | ---- |
| Rene Rodriguez        | 邁阿密先鋒報        | 1st  |
| Lisa Kennedy          | Denver Post         | 1st  |
| Michael Phillips      | 芝加哥論壇報        | 2nd  |
| Satya Nagendra Padala | 國際財經時報        | 2nd  |
| Ann Hornaday          | 華盛頓郵報          | 3rd  |
| Elizabeth Weitzman    | 紐約每日新聞        | 3rd  |
| Peter Travers         | 滾石                | 4th  |
| David Fear            | Time Out New York   | 4th  |
| Sasha Stone           | Awards Daily        | 4th  |
| 不適用                | 電視指南            | 6th  |
| Joe Neumaier          | New York Daily News | 6th  |
| Marshall Fine         | Hollywood & Fine    | 6th  |
| Betsy Sharkey         | 洛杉磯時報          | 7th  |
| Robbie Collin         | 每日電訊報          | 8th  |
| Lisa Schwarzbaum      | 娛樂周刊            | 8th  |
| Dave McCoy            | MSN Movies          | 8th  |
| Kim Lorgan            | MSN Movies          | 8th  |
| Richard T. Jameson    | MSN Movies          | 10th |
| Stephen Holden        | 紐約時報            | 10th |
| Karina Longworth      | The Village Voice   | 10th |

## 获奖项
《点球成金》在第84屆奧斯卡金像獎角逐获最佳影片、男主角、男配角、原著改编等六项提名，但均未胜出。影片在第69屆金球獎入围四项，第65届英国电影学院奖入围三项，第16届卫星奖入围四项，并拿下2011年纽约影评人协会奖最佳男主角和剧本两项大奖。彼特与希爾均获美國演員工會獎提名，美国影艺协会、达拉斯—沃斯堡影评人协会奖均把本片列入2011年十大佳片。非裔美国人影评人协会把本片排在年度第六，凯瑞斯·多西演绎版歌曲《蘭卡的異想世界》获最佳歌曲奖。廣播音樂公司向为本片作曲的麥可·唐納颁发最佳电影音乐奖，米勒获好萊塢電影獎最佳导演。2011年《乡村之声》杂志电影民调的最佳男主角和编剧项目本片均位居前十。